# Hartland, Vermont
Hartland är en kommun (town) i Windsor County i delstaten Vermont, USA. Vid folkräkningen år 2000 bodde 3 223 personer på orten. Den har enligt United States Census Bureau en area på totalt 117 km², varav 0,6 km² är vatten. 